# The Platinum Album
The Platinum Album è il secondo album in studio del gruppo musicale olandese Vengaboys, pubblicato il 13 marzo 2000.

## Tracce
Testi e musiche di Danski e DJ Delmundo, eccetto dove indicato.
1. Shalala Lala – 3:35 (Torben Lendager, Poul Dehnhardt)
2. 24/7 in My 911 – 3:11
3. Kiss (When the Sun Don't Shine) – 3:30
4. Uncle John from Jamaica – 3:08
5. Cheekah Bow Bow (That Computer Song) – 3:03
6. 48 Hours – 4:20
7. Your Place or Mine? – 4:07
8. Skinnydippin' – 3:27
9. Forever as One – 3:29
10. Opus 3 in D# – 7:13

## Formazione
- Kim Sasabone
- Denice Van Rijswijk
- Robin Pors
- Donny Latupeirissa (Ma´Donny)

## Classifiche

### Classifiche settimanali
| Classifiche (2000) | Posizione massima |
| ------------------ | ----------------- |
| Australia          | 20                |
| Austria            | 2                 |
| Belgio (Fiandre)   | 5                 |
| Canada             | 12                |
| Finlandia          | 15                |
| Germania           | 4                 |
| Irlanda            | 3                 |
| Norvegia           | 10                |
| Nuova Zelanda      | 1                 |
| Paesi Bassi        | 2                 |
| Regno Unito        | 9                 |
| Svezia             | 17                |
| Svizzera           | 2                 |

### Classifiche di fine anno
| Classifica (2000) | Posizione |
| ----------------- | --------- |
| Australia         | 42        |
| Austria           | 13        |
| Belgio (Fiandre)  | 54        |
| Germania          | 40        |
| Nuova Zelanda     | 6         |
| Paesi Bassi       | 35        |
| Regno Unito       | 70        |
| Svizzera          | 28        |